# Волкова, Мария Александровна (хлебороб)
Мария Александровна Волкова (в девичестве — Прокофьева; 2 августа 1926, д. Шиловщина, Гдовский район, Ленинградская область, РСФСР, СССР — 13 февраля 2000, Гдов, Псковская область, Россия) — звеньевая колхоза «Красный маяк» Гдовского района Псковской области, передовик сельхозпроизводства, общественный деятель. Герой Социалистического Труда (1948).

## Биография
Мария Александровна родилась 2 августа 1926 года в деревне Шиловщина и к началу Великой Отечественной войны успела окончить 6 классов школы в городе Гдов. В 1941 году вместе с семьёй была эвакуирована в Кзыл-Армейский район Татарской АССР, где с 15-летнего возраста работала в колхозе имени Ворошилова.
По возвращении в 1944 году на Псковщину застала родной колхоз «Красный маяк» разорённым немецко-фашистскими оккупантами. В отсутствие достаточного количества тягловой силы женщины и подростки вынуждены были вручную обрабатывать поля, добывая измученной войной стране хлеб. В 1947 году Мария Александровна была избрана звеньевой. Руководимое ею комсомольско-молодёжное звено выступило инициатором соревнования за получение высоких урожаев зерновых культур и уже в том же году получило урожай ржи в 32,21 центнера с гектара на площади 7,78 гектара. 
Указом Президиума Верховного Совета СССР от 27 апреля 1948 года «за получение высокого урожая ржи при выполнении колхозом обязательных поставок и натуроплаты за работу МТС в 1947 году и обеспеченности семенами всех культур в размере полной потребности для весеннего сева 1948 года» Прокофьевой Марии Александровне было присвоено звание Героя Социалистического Труда с вручением ордена Ленина и золотой медали «Серп и Молот». При получении награды девушка отметила: «Моя звезда — это прежде всего труд моего звена, и все мои заслуги — заслуги тех, с кем мне приходится работать».
В 1949 году Мария Александровна избиралась делегатом XI съезда ВЛКСМ. С апреля 1960 года трудилась рабочей совхоза «Смена» Гдовского района, а с января 1968 года и до выхода на пенсию — в городе Гдов в филиале Ленинградского завода «Техприбор».
Скончалась 13 февраля 2000 года. Похоронена на Городском кладбище города Гдова.